# Stouchsburg, Pennsylvania
Stouchsburg, Pennsylvania este o localitate, având statutul de comunitate neîncorporată, din comitatul Berks, statul american Pennsylvania.
1. ↑  , 2010 U.S. Gazetteer Files[*] Lipsește sau este vid: |title= (ajutor);
2. ↑   https://zip-codez.com/zip-code/pa/berks/stouchsburg Lipsește sau este vid: |title= (ajutor)